# Oliver Frischknecht
Oliver Frischknecht (* 28. Juni 1979 in Herisau) ist ein Schweizer Sänger, Schauspieler und Musicaldarsteller.

## Werdegang
Frischknecht absolvierte eine künstlerische Ausbildung an der Joop van den Ende Academy in Hamburg und an der London School of Musical Theatre. Während der Ausbildung inszenierte er sein erstes komödiantisches Soloprojekt mit dem Titel «Gewächshaus des Bösen». Es folgten Engagements u. a. in «Les Misérables» bei den Freilichtspielen Tecklenburg und an der Oper Graz, als «Edelkrebs Sebastian» in «Die kleine Seejungfrau», als Affenkönig «King Louie» in «Das Dschungelbuch», in «Die 13 ½ Leben des Käpt’n Blaubär» sowie in «Dracula», wo er u. a. mit dem Broadwaykomponisten Frank Wildhorn zusammenarbeitete. 

2008 spielte Frischknecht an der Komödie Dresden die Hauptrolle des «David» in «Elixier» von Tobias Künzel («Die Prinzen»). Die dazugehörende Castaufnahme «Elixier» wurde unter dem Label MCP veröffentlicht. Danach gab er als «Bad Wolf» in «You Beautiful Ewe» sein englischsprachiges Debüt in London. Im Frühjahr 2009 verkörperte er an der Musikalischen Komödie Leipzig den «Conférencier» in «Cabaret».
2010 war er zum ersten Mal in der Schweiz zu sehen; in dem Schweizer Musical «Ewigi Liebi» wurde er als Walk-In-Cover für die drei jugendlichen männlichen Hauptrollen «Daneli», «Hanspeter» und «Baschti» engagiert. Danach war er für die Rolle des «Broadway-Tenors» in «Singin' in the rain» unter der Regie von Josef Ernst Köpplinger an der Oper Graz engagiert. 

2011 spielte er den «Jamie» in dem  Zwei-Personen-Musical «Die letzten fünf Jahre - The Last Five Years» des amerikanischen Komponisten Jason Robert Brown am Theater Lauenburg und war dann als «Sepp» in «Gotthelf - Das Musical», unter der Regie von Stefan Huber, bei den Thuner Seespielen zu sehen. 

Im Jahr 2012 verkörperte er die Rolle des jungen eidgenössischen Rebells «Arnold von Melchtal» in «Tell – Das Musical» auf der Walensee-Bühne in Walenstadt und trat erneut mit dem Stück «Die letzten fünf Jahre» auf, diesmal an der Kellerbühne St. Gallen. 

2013 war er in «Kiss me, Kate» am Theater Magdeburg zu sehen, wo er die Rolle des «Hortensio» verkörperte.
Im Sommer 2016 spielte Frischknecht die Rollen Kaspar, Graf Holnstein/Erfinder und Schattenmann bei der Neuinszenierung von Ludwig² in Füssen.

## Engagements/Rollen (Auswahl)
- 2016: Ludwig² (Cover Kaspar/Graf Holnstein/Erfinder/Schattenmann)
- 2013: Kiss me, Kate (Hortensio)
- 2012: Die letzten fünf Jahre (Jamie)
- 2012: Tell - Das Musical (Arnold vom Melchtal)
- 2011: Gotthelf - Das Musical (Sepp)
- 2011: Die letzten fünf Jahre - The Last Five Years (Jamie)
- 2010: Singin' in the rain (Broadway-Tenor)
- 2010: Ewigi Liebi (Walk-In-Cover Daneli, Hanspeter, Baschti)
- 2009: Die kleine Seejungfrau (Edelkrebs Sebastian)
- 2009: Cabaret (Conférencier)
- 2008: You Beautiful Ewe (Bad Wolf)
- 2008: Elixier (David)
- 2008: Les Misérables (Bamatabois, Combeferre)
- 2007: Dracula (Butler, Ensemble)
- 2007: Die 13 1/2 Leben des Käpt'n Blaubär (Ensemble)
- 2006: Das Dschungelbuch (Affenkönig King Louie)
- 2006: Les Misérables (Combeferre)
- 2006: Baluba Bar (Rick)
- 2005: Gewächshaus des Bösen (One-Man-Show; Johnny und div. Rollen)
- 2004: Jesus Christ Superstar in Concert (Ensemble)
- 2004: Best of Musical-Gala der Stage Entertainment (Stage Fever Solist)
- 2003: Hope (Charlie)
- 2003: Is there life after highschool? (Solist)

## Diskographie
- Elixier (Castaufnahme des Musicals von Tobias Künzel ("Die Prinzen") und Kati Naumann, Hauptrolle des "David"); erschienen bei MCP
- You Beautiful Ewe (Castaufnahme des englischen Kindermusicals von Nick Pegden; Rolle des "Bad Wolf")
- Das Dschungelbuch (Hörspiel mit Songs von Kai Wagner; Rollen des Affenkönigs und des Akela)
- Joop Van Den Ende Academy Wishes You A Merry Christmas

## Fernsehen
2003: ZDF: Stage Fever - Bühne fürs Leben - 13 Folgen